# Kepoh (Wedarijaksa)
Kepoh is een bestuurslaag in het regentschap Pati van de provincie Midden-Java, Indonesië. Kepoh telt 1698 inwoners (volkstelling 2010).